# Хелене Санд Андресен
Пані Хелене Санд Андресен (норв. Helene Sand Andresen; нар. 23 вересня 1966, Осло) — норвезька дипломатка. Надзвичайний і Повноважний Посол Норвегії в Україні (з 2023).

## Життєпис
Народилася 23 вересня 1966 року в місті Осло. Здобувши економічний ступінь в Університеті Осло, Хелен стала волонтером ООН у Могадішо, де працювала адміністративним помічником у закритому комплексі. Потім вона дістала пропозицію про роботу в ООН у Таджикистані. Відтоді Хелен працювала в міністерстві закордонних справ Норвегії. Бувши дипломатом, вона три роки провела в Ірані, п'ять років в Афганістані..
У 1998—2000 рр. — стажер зовнішньої служби/вищий посадовий офіцер
У 2000—2003 рр. — перший секретар, Посольство Норвегії в Тегерані
У 2003—2008 рр. — радник Посольство Норвегії в Кабулі
У 2008—2010 рр. — координатор по Афганістану, Осло, Норвегія
У 2010—2014 рр. — політичний радник посольства Норвегії в РФ.
У 2014—2015 рр. — координатор ОБСЄ та Раді Європи
У 2015—2019 рр. — заступник директора з питань Росії, Євразії та регіонального співробітництва
У 2019—2023 рр. — Посол у Грузії та посол у Вірменії, з резиденцією в Тбілісі, Грузія
З травня 2023 року — Надзвичайний і Повноважний посол Норвегії в Україні, Київ
26 травня 2023 року — вручила копії вірчих грамот заступнику міністра закордонних справ України Євгену Перебийнісу.
21 червня 2023 року — вручила вірчі грамоти Президенту України Володимиру Зеленському.